# Assolo
Assolo – miejscowość i gmina we Włoszech, w regionie Sardynia, w prowincji Oristano. Graniczy z Villa San Pietro, Albagiara, Genoni, Nureci, Senis i Villa Sant'Antonio.
Według danych na rok 2004 gminę zamieszkiwało 478 osób, 29,9 os./km².